# KÍ Klaksvík
O Klaksvíkar Ítróttarfelag, simplesmente conhecido como KÍ Klaksvík ou KÍ, é um clube de futebol das Ilhas Feroe, sediado na cidade de Klaksvík. Manda seus jogos no Við Djúpumýrar, apto para 2 600 adeptos. É a única equipa do país a avançar à fase de grupos de uma competição europeia organizada pela UEFA. O clube também possui uma secção de futebol feminino, notável por estabelecer o recorde de mais campeonatos consecutivos conquistados no país natal pela modalidade.

## História
O KÍ Klaksvík estreou em copas europeias pela fase preliminar da Liga dos Campeões da UEFA de 1992–93, na qual perdeu por um placar agregado de 6 a 1 ante o Skonto FC de Riga, na Letónia.
Em 2010, o KÍ permaneceu no principal nível das Ilhas Feroe, mesmo passando por dificuldades. Sob a orientação do gerente Aleksandar Djordjevic, terminou a época de 2011 em quinto lugar, propondo um futebol de transição ofensiva. Após a temporada, o islandês Páll H. Guðlaugsson assumiu o cargo.
O clube continuou a subir na tabela e terminou 2012 em quarto. Foi o melhor ataque, marcando um total de 59 gols em 27 partidas. Páll Klettskarð assinalou 22 gols e foi o marcador da liga.
KÍ se tornou o primeiro clube feroense a avançar para os play-offs da Liga Europa, obtendo uma goleada por 6 a 1 ante o campeão georgiano SK Dinamo Tbilisi a 24 de setembro de 2020, quando treinado por Mikkjal Thomassen, sendo eliminado pelo Dundalk por 3 a 1 nesta fase.
A 2 de agosto de 2023, foram qualificados à 3ª pré-eliminatória da Liga dos Campeões da UEFA de 2023–24, após vencer o Häcken por 4 a 3 nos penáltis, mas foi eliminado para o Molde FK pelo agregado de 3 a 2.

## Estádio
O KÍ Klaksvík manda seus jogos no Við Djúpumýrar, apto para 2 600 adeptos e 530 assentos. Para a qualificação europeia da equipa em 2020, foi utilizado o estádio Tórsvøllur, que normalmente acolhe a selecção nacional, uma vez que a partir da terceira pré-eliminatória o campo descumpre os pré-requisitos da UEFA.
O lado norte do estádio passou por reformas durante a temporada de 2019–20, a fim de prepará-lo para sediar partidas internacionais e europeias.

## Elenco atual
- Atualizado até 8 de agosto de 2023.

Nota: Bandeiras indicam equipe nacional, conforme definido pelas regras de elegibilidade da FIFA. Os jogadores podem ter mais de uma nacionalidade não-FIFA.
| N.º |  | Posição | Jogador                   |
| --- |  | ------- | ------------------------- |
| 1   |  | G       | Markus Olsen Pettersen    |
| 2   |  | D       | Patrick da Silva          |
| 4   |  | D       | Vegard Forren             |
| 5   |  | D       | Deni Pavlović             |
| 6   |  | M       | Mads Boe Mikkelsen        |
| 7   |  | M       | Árni Frederiksberg        |
| 8   |  | M       | Jákup Andreasen (capitão) |
| 9   |  | A       | Páll Klettskarð           |
| 10  |  | M       | Luc Kassi                 |
| 11  |  | M       | Jonn Johannessen          |
| 12  |  | A       | Sivert Gussiås            |
| 14  |  | M       | René Joensen              |
| 15  |  | D       | Símun Kalsö               |
| 16  |  | G       | Hannis Matras             |
| 17  |  | D       | Jóannes Danielsen         |

| N.º |  | Posição | Jogador                 |
| --- |  | ------- | ----------------------- |
| 18  |  | M       | Olaf Hansen             |
| 19  |  | M       | Dávid Andreasen         |
| 20  |  | D       | Börge Petersen          |
| 21  |  | G       | Rói Hentze              |
| 22  |  | D       | Odmar Færø              |
| 23  |  | M       | Heini Vatnsdal          |
| 24  |  | A       | Silas Gaard             |
| 25  |  | M       | Óli Poulsen             |
| 26  |  | M       | Hallur Hansson          |
| 27  |  | D       | Latif Ahmed             |
| 28  |  | D       | Sølvi Johannessen       |
| 29  |  | D       | Jákup Norðoy Vilhelmsen |
| 30  |  | A       | Jóhan Josephsen         |
| 31  |  | G       | Jonathan Johansson      |
| 32  |  | M       | Claes Kronberg          |

## Títulos
| NACIONAIS | NACIONAIS                 | NACIONAIS | NACIONAIS |
|           | Competição                | Títulos   | Temporadas |
| --------- | ------------------------- | --------- | --- |
|           | Campeonato Faroês         | 21        | 1942, 1945, 1952, 1953, 1954, 1956, 1957, 1958, 1961, 1966, 1967, 1968, 1969, 1970, 1972, 1991, 1999, 2019, 2021, 2022 e 2023 |
|           | Copa das Ilhas Faroe      | 6         | 1966, 1967, 1990, 1994, 1999 e 2016                                                                                           |
|           | Supercopa das Ilhas Faroe | 3         | 2020, 2022 e 2023 |